# Posttraumatische amnesie
De posttraumatische amnesie of PTA is de toestand van verwarring waarin patiënten zich kunnen bevinden na traumatisch hersenletsel. Zolang de PTA aanhoudt, kunnen geen nieuwe herinneringen worden gevormd, noch herinnert men zich waar men is, hoe men heet of welk jaar het is. Hierbij wordt onderscheid gemaakt tussen retrograde amnesie, waarbij men zich gebeurtenissen voor het trauma niet herinnert, en anterograde amnesie, waarbij alles na het trauma verdwenen is.

## Diagnostiek
Om PTA te diagnosticeren, wordt een vaste vragenlijst gebruikt, die een maat is voor hulpverleners om de ernst van een schedel- of ander hersenletsel te kunnen bepalen. De PTA bestaat uit twaalf vragen die door de patiënt beantwoord moeten worden. De vragen worden duidelijk en nadrukkelijk gesteld en de patiënt wordt gecorrigeerd als hij een vraag verkeerd beantwoordt. Het antwoord is goed (1) of fout (0); ertussenin bestaat niet.
Het gaat niet zozeer om de hoogte van de score, maar om de stijgende lijn. Is er geen stijgende lijn (meer), dan moet worden onderzocht waarom dit zo is. Is er twee keer achtereen een score van twaalf (maximum) behaald, dan kan het opnemen van de PTA-score worden beëindigd.
De PTA-scorelijst wordt onderverdeeld in drie categorieën (met de daarbij behorende vragen), respectievelijk:
Oude informatie
Het langetermijngeheugen.
- Wanneer bent u jarig?
- In welk jaar bent u geboren?

Stabiele recente informatie
Het kortetermijngeheugen.
- Wat voor gebouw is dit waar u bent?
- Waarom ben u hier opgenomen?
- In welk jaar leven we nu?
- Welke maand is het nu?

Recente wisselende informatie
Het vermogen om informatie te verwerken en nieuwe herinneringen te vormen. 
- Welke dag van de week is het nu?
- Hoe laat is het nu?
- Wat heeft u bij het ontbijt/avondeten gehad?:
- Heeft u vandaag bezoek/een onderzoek gehad?
- Weet u nog hoelang ik hier werk?